# Tournoi des Cinq Nations 1914
Navigation
Tournoi 1913 Tournoi 1920
Le  Tournoi des Cinq Nations 1914 se déroule sur dix journées du 1er janvier au 13 avril 1914. Chacun des cinq participants affronte tous les autres (deux matches à domicile et deux à l'extérieur).
Le match entre la France et l'Écosse n'est pas joué, car celle-ci refuse de rencontrer la France après les incidents de 1913 en France lors de la rencontre entre les deux nations : l'arbitre anglais M. Baxter ayant dû sortir du terrain sous la protection des joueurs pour éviter d'être molesté par le public.
L'Angleterre remporte le Tournoi 1914 en réalisant le Grand Chelem tandis que la France et l'Écosse, faute d'avoir pu se départager, terminent à la dernière place et obtiennent conjointement la Cuillère de bois (anti-trophée symbolique attribué à la nation ayant perdu toutes ses rencontres).

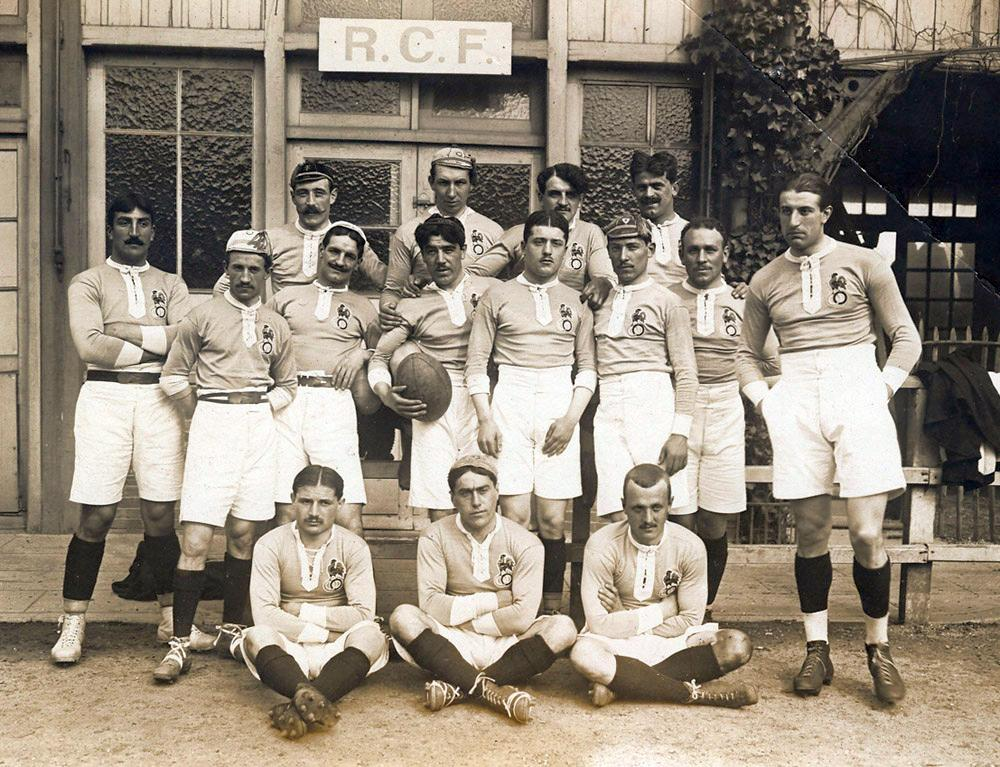
L'équipe de France le 13 avril 1914 avant France-Angleterre
(à droite Géo André).

## Classement
| Rang | Nation         | J | V | N | D | Pm | Pe | Diff | Pts |
| ---- | -------------- | - | - | - | - | -- | -- | ---- | --- |
| 1    | Angleterre (T) | 4 | 4 | 0 | 0 | 82 | 49 | +33  | 8   |
| 2    | Pays de Galles | 4 | 3 | 0 | 1 | 75 | 18 | +57  | 6   |
| 3    | Irlande        | 4 | 2 | 0 | 2 | 29 | 34 | -5   | 4   |
| 4    | Écosse         | 3 | 0 | 0 | 3 | 20 | 46 | -26  | 0   |
| 4    | France         | 3 | 0 | 0 | 3 | 19 | 78 | -59  | 0   |

|  | Vainqueur du Tournoi       |
|  | T : Tenante du titre 1913. |

Attribution des points de classement (Pts) : deux points pour une victoire, un point pour un match nul, rien en cas de défaite.
Règles de classement : 1. points de classement ; 2. titre partagé.

## Décompte des points
L'attribution des points à l'époque est la suivante : l'essai vaut trois points, la transformation deux points, la pénalité trois points et le drop quatre points.

## Les matches

### France - Irlande
| Jeudi 1er janvier 1914 Temps gris et glacial. | France Capitaine : Forgues    | 6 – 8 (3–0) | Irlande Capitaine : D Lloyd                                     | Parc des Princes, Paris Terrain boueux 25 000 spectateurs Arbitre : E Calver |
| Jeudi 1er janvier 1914 Temps gris et glacial. | Essai(s) : 2 André, R Lacoste |             | Essai(s) : 2 J Quinn, W Tyrrell Transformation(s) : 1/2 D Lloyd | Parc des Princes, Paris Terrain boueux 25 000 spectateurs Arbitre : E Calver |
| Jeudi 1er janvier 1914 Temps gris et glacial. |                               |             |                                                                 | Parc des Princes, Paris Terrain boueux 25 000 spectateurs Arbitre : E Calver |

### Angleterre - Pays de Galles
| Samedi 17 janvier 1914 | Angleterre Capitaine : Poulton-Palmer                             | 10 – 9 (5–4) | Pays de Galles Capitaine : A Davies                                     | Stade de Twickenham, Londres 30 000 spectateurs Arbitre : J Greenlees |
| Samedi 17 janvier 1914 | Essai(s) : 2 B Brown, C Pillman Transformation(s) : 1/2 F Chapman |              | Essai(s) : W Watts Transformation(s) : J Bancroft Pénalité(s) : G Hirst | Stade de Twickenham, Londres 30 000 spectateurs Arbitre : J Greenlees |
| Samedi 17 janvier 1914 |                                                                   |              |                                                                         | Stade de Twickenham, Londres 30 000 spectateurs Arbitre : J Greenlees |

### Pays de Galles - Écosse
| Samedi 7 février 1914 | Pays de Galles Capitaine : A Davies                                                                                                 | 24 – 5 (7–5) | Écosse Capitaine : D Bain                        | National Stadium, Cardiff 35 000 spectateurs Arbitre : V Drennan |
| Samedi 7 février 1914 | Essai(s) : 3 I Davies, G Hirst, J Wetter Transformation(s) : 2/3 J Bancroft 2 Pénalité(s) : J Bancroft Drop(s) : 2 G Hirst, C Lewis |              | Essai(s) : W Stewart Transformation(s) : A Laing | National Stadium, Cardiff 35 000 spectateurs Arbitre : V Drennan |
| Samedi 7 février 1914 | |              |                                                  | National Stadium, Cardiff 35 000 spectateurs Arbitre : V Drennan |

### Angleterre - Irlande
| Samedi 14 février 1914 | Angleterre Capitaine : Poulton-Palmer                                                 | 17 – 12 (6–7) | Irlande Capitaine : D Lloyd                                                       | Stade de Twickenham, Londres 40 000 spectateurs Arbitre : T Schofield |
| Samedi 14 février 1914 | Essai(s) : 5 D Davies, Lowe 2, C Pillman, A Roberts Transformation(s) : 1/5 F Chapman |               | Essai(s) : 2 A Jackson, J Quinn Transformation(s) : 1/2 D Lloyd Drop(s) : D Lloyd | Stade de Twickenham, Londres 40 000 spectateurs Arbitre : T Schofield |
| Samedi 14 février 1914 |                                                                                       |               |                                                                                   | Stade de Twickenham, Londres 40 000 spectateurs Arbitre : T Schofield |

### Irlande - Écosse
| Samedi 28 février 1914 | Irlande Capitaine : A Foster     | 6 – 0 (0–0) | Écosse Capitaine : P Milroy | Lansdowne Road, Dublin Arbitre : B Baxter |
| Samedi 28 février 1914 | Essai(s) : 2 V McNamara, J Quinn |             |                             | Lansdowne Road, Dublin Arbitre : B Baxter |
| Samedi 28 février 1914 |                                  |             |                             | Lansdowne Road, Dublin Arbitre : B Baxter |

### Pays de Galles - France
| Lundi 2 mars 1914 Temps ensoleillé | Pays de Galles Capitaine : A Davies                                                             | 31 – 0 (13–0) | France Capitaine : Leuvielle | St Helens Rugby and Cricket Ground, Swansea Terrain lourd 20 000 spectateurs Arbitre : J Miles |
| Lundi 2 mars 1914 Temps ensoleillé | Essai(s) : 7 A Davies, W Evans, G Hirst H Uzzell 2, J Wetter 2 Transformation(s) : 5/7 Bancroft |               |                              | St Helens Rugby and Cricket Ground, Swansea Terrain lourd 20 000 spectateurs Arbitre : J Miles |
| Lundi 2 mars 1914 Temps ensoleillé |                                                                                                 |               |                              | St Helens Rugby and Cricket Ground, Swansea Terrain lourd 20 000 spectateurs Arbitre : J Miles |

### Irlande - pays de Galles
| Samedi 14 mars 1914 | Irlande Capitaine : A Foster | 3 – 11 (3–3) | Pays de Galles Capitaine : A Davies                                  | Balmoral Showgrounds, Belfast Arbitre : J Tulloch |
| Samedi 14 mars 1914 | Essai(s) : A Foster          |              | Essai(s) : 3 I Davies, J Jones, W Wetter Transformation(s) : C Lewis | Balmoral Showgrounds, Belfast Arbitre : J Tulloch |
| Samedi 14 mars 1914 |                              |              |                                                                      | Balmoral Showgrounds, Belfast Arbitre : J Tulloch |

### Écosse - Angleterre
| Samedi 21 mars 1914 | Écosse Capitaine : P Milroy                                                            | 15 – 16 (3–3) | Angleterre Capitaine : Poulton-Palmer                                  | Inverleith, Édimbourg Arbitre : T Schofield |
| Samedi 21 mars 1914 | Essai(s) : 3 J Huggan, J Will 2 Transformation(s) : 1/3 F Turner Pénalité(s) : T.Bowie |               | Essai(s) : 4 Lowe 3, Poulton-Palmer Transformation(s) : 2/4 H Harrison | Inverleith, Édimbourg Arbitre : T Schofield |
| Samedi 21 mars 1914 |                                                                                        |               |                                                                        | Inverleith, Édimbourg Arbitre : T Schofield |

### France - Angleterre
| Lundi 13 avril 1914 Beau temps | France Capitaine : Leuvielle                                                  | 13 – 39 (8–13) | Angleterre Capitaine : Poulton-Palmer                                                             | Yves-du-Manoir, Colombes Bon terrain 20 000 spectateurs Arbitre : J Games |
| Lundi 13 avril 1914 Beau temps | Essai(s) : 3 G André, JL Capmau, Lubin-Lebrère Transformation(s) : 2/3 Besset |                | Essai(s) : 9 D Davies, Lowe (3), Poulton-Palmer (4), B Watson Transformation(s) : 6/9 J Greenwood | Yves-du-Manoir, Colombes Bon terrain 20 000 spectateurs Arbitre : J Games |
| Lundi 13 avril 1914 Beau temps |                                                                               |                |                                                                                                   | Yves-du-Manoir, Colombes Bon terrain 20 000 spectateurs Arbitre : J Games |